# Birsig
Der Birsig (französisch la Birsig) ist ein etwa 20 km langer linker Nebenfluss des Rheins, in den er mitten in der Stadt Basel mündet. Sein Einzugsgebiet ist etwas über 80 km² gross. Der Oberlauf des Birsigs fliesst abwechselnd auf französischem und schweizerischem Gebiet. Sein Tal heisst zunächst Leimental, Birsigtal wird es erst im Unterlauf genannt. Es gehört grossteils zum Sundgauischen Hügelland.

## Name
Der Fluss wurde im Jahr 1004 erstmals als Bersich schriftlich erwähnt. Die Bezeichnung Birsig ist vordeutsch; man führt ihn auf eine keltische Urform Bersikos zurück. Der Flussname Birsig steht in Zusammenhang mit dem Namen der nahen Birs. Dieser hat die Bedeutung die schnell Fliessende. Birsig kann man verstehen als Nebenfluss der Birs oder kleine Birs.

## Geographie

### Verlauf
Der Birsig ist ein kleiner Fluss, der im Oberlauf auf weniger als 10 km insgesamt nicht nur vier Mal eine Landesgrenze quert, sondern hierbei sogar zweimal in die EU eintritt und ebenso oft wieder die EU verlässt.

#### Oberlauf
Der Oberlauf des Birsigs hat eine toponomastisch komplizierte Geschichte, es waren (z. T. untereinander) wechselnde Bezeichnungen geläufig. Deshalb wird heute aus historischen Gründen von zwei Quellbächen gesprochen, die beide demselben Höhenzug (dem Remel) entspringen. Aus hydrologischer Sicht ist – nach heutiger Namensgebung – der Birsig der höher entspringende, längere und wasserreichere Zufluss des Boersegrabens. Zweiterer ist hingegen aufgrund seines Wasserlaufs als Hauptfluss anzusehen, was auch die Namensgebung vor 1800 widerspiegelt hatte. Vergleichbare Verhältnisse bestehen in grösseren Dimensionen etwa bei der Mündung der wasserreicheren Nebenflüsse Aare resp. Inn in den Rhein resp. Donau.

##### Westlicher Quellbach
Ein westlicher Quellbach entspringt nordwestlich des Remels bei Wolschwiller (deutsch Wolschweiler) im französischen Elsass. Seine Quelle auf dem Gebiet Gruenaecker im Oberfeld südlich des Dorfs auf 470 m Höhe wurde schon früh eingefasst und ist in Güterverzeichnissen aus dem 15. und 16. Jahrhundert als Birsigbrunnen überliefert. Noch früher ist der Name Birsig für diesen Bacharm bezeugt (erstmals 1386).
Von der Quelle fliesst das Flüsslein ausserhalb des Dorfs durch das Landgebiet der Gemeinde Biederthal, u. a. durch eine Boersenmatt genannte Flur. Frühere Bezeichnungen dieses Gebiets lauteten Birsimatt oder Bersimatt, die Nutzung des Bachs als Wassergraben führte wohl zur Namensvariante Birsiggraben und später – vermutlich durch die französisch gefärbte Aussprache der lokalen Bevölkerung (e als /ə/ in "Bersegraben") – zur 1876 erstmals belegten Variante Boersegraben.
Die französische Neuprägung hatte sich vermutlich bereits um 1800 verbreitet; sie ist heute die amtliche Bezeichnung des gesamten Oberlaufs bis zur Schweizer Grenze.

##### Östlicher Quellbach
Der zweite Bacharm entspringt am Nordhang des Remels am Fuss des Galgenfels in der Gemeinde Burg (Kanton Basel-Landschaft) auf 650 m Höhe. Er durchfliesst die Burgtaler Klus und wechselt nördlich des Dorfs die Grenze nach Frankreich. Dort nimmt er den Fichtenraingraben aus der Biederthaler Schlucht auf, fliesst durch Biederthal und zweigt am Dorfausgang westwärts zum Boersegraben ab.
Der Burgtaler Bacharm wurde seit jeher einfach Bach genannt. Erst Ende des 18. Jahrhunderts finden sich erste Nachweise des Namens Birsig, womöglich parallel zur Verballhornung des elsässischen Bacharms. Da im 18. und 19. Jahrhundert auf offiziellen Plänen jegliche Bezeichnung fehlt, ist die heutige amtliche Benennung in beiden Ländern erst spätestens im 20. Jahrhundert erfolgt.

#### Mittel- und Unterlauf
Die beiden Quellbäche vereinigen sich an der Landesgrenze zwischen dem französischen Biederthal und dem schweizerischen Rodersdorf bei Punkt 375. Es steht fest, dass von da an die Bezeichnung Birsig gilt; so steht es auch auf den schweizerischen und französischen Landkarten. Die weiteren späteren Zuflüsse sind der Strängenbach am Dorfausgang von Rodersdorf, der Liebenswillerbach (von Liebenswiller), der Binnbach (von Flüh) und der Marchbach (von Witterswil). Seit einer 1677 gebauten Umleitung mündet der Dorenbach (vom Allschwiler Wald) als letzter Zufluss in den Birsig.
Schliesslich mündet der Birsig in der Stadt Basel bei der Schifflände auf 244 m Höhe in den Rhein. Er ist der oberste Nebenfluss des Oberrheins, welcher kurz vor der Mittleren Brücke beginnt. Flussabwärts münden linksrheinisch bei der französischen Grenze mit dem Bachgraben sowie rechtsrheinisch im Bereich des Basler Rheinhafens mit der Wiese zwei weitere Oberrhein-Nebenflüsse auf Schweizer Gebiet ein.

### Einzugsgebiet
Das Einzugsgebiet der Birsig ist 84,07 km² gross und besteht zu 30,4 % aus bestockter Fläche, zu 39,2 % aus Landwirtschaftsfläche, zu 29,4 % aus Siedlungsfläche und zu 0,3 % aus unproduktiven Flächen.
Die Flächenverteilung
Die mittlere Höhe des Einzugsgebietes beträgt 420,2 m ü. M., die minimale Höhe liegt bei 252 m ü. M. und die maximale Höhe bei 874 m ü. M.

## Geschichte und Beschreibung

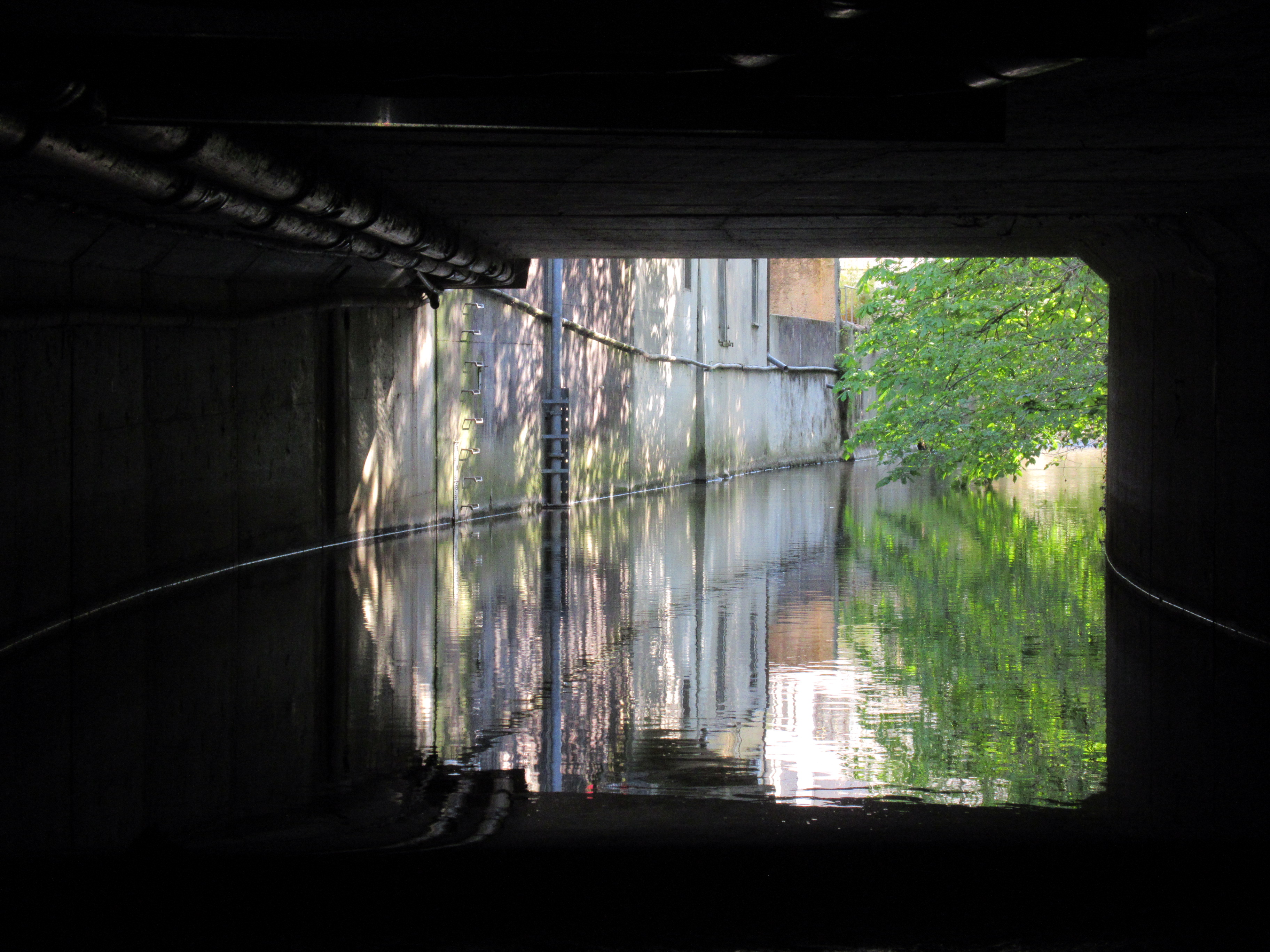
Beginn der ersten eingedolten Sektion beim Binninger Schloss
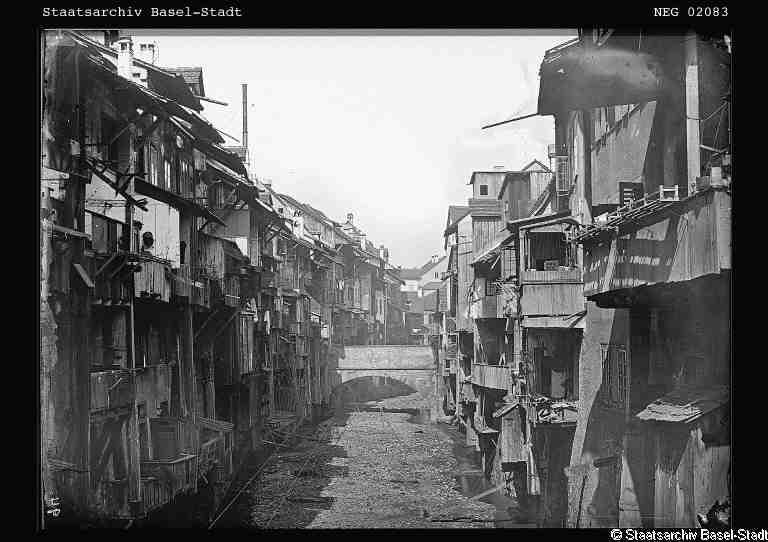
Noch offener Birsig um 1870 mit Pfluggassbrücke. Eingedolt ab 1899 wurde er zur Falknerstrasse

In den stadtnahen Gemeinden Oberwil, Bottmingen und Binningen fliesst der Birsig offen, jedoch begradigt und verbaut. Im Gebiet der Stadt Basel fliesst er zuerst durch den Zoologischen Garten und das Nachtigallenwäldchen. In der Innenstadt und Altstadt ist er heute überdeckt. Weitere überdeckte Abschnitte befinden sich beim Zoo und in der Gemeinde Binningen.
Früher waren die Häuserzeilen direkt an den Flusslauf gebaut und zahlreiche Brücken und Gewölbe überspannten ihn. Er nahm die Abwässer und Fäkalien der Abtritte der anstossenden Häuser sowie Einleitungen aus den umliegenden Quartieren auf. Diverse Schlachtereien entsorgten ebenfalls ihre Schlachtabfälle über den Birsig. Die im 19. Jahrhundert auch in Basel wütenden Cholera- und Typhusepidemien wurden nicht durch die unsauberen Gewässer ausgelöst, sie begünstigten jedoch deren Verbreitung.
Seit dem Mittelalter bildet der Rümelinbach als künstlich angelegter Gewerbekanal einen Seitenarm des Birsig. Heute speist sein Wasser die Bächlein und Teiche im Zoologischen Garten.
Für die Weiherschlösser in Benken (nicht mehr existent), Bottmingen und Binningen wurde das Weiherwasser aus dem Birsig abgeleitet.

## Brücken

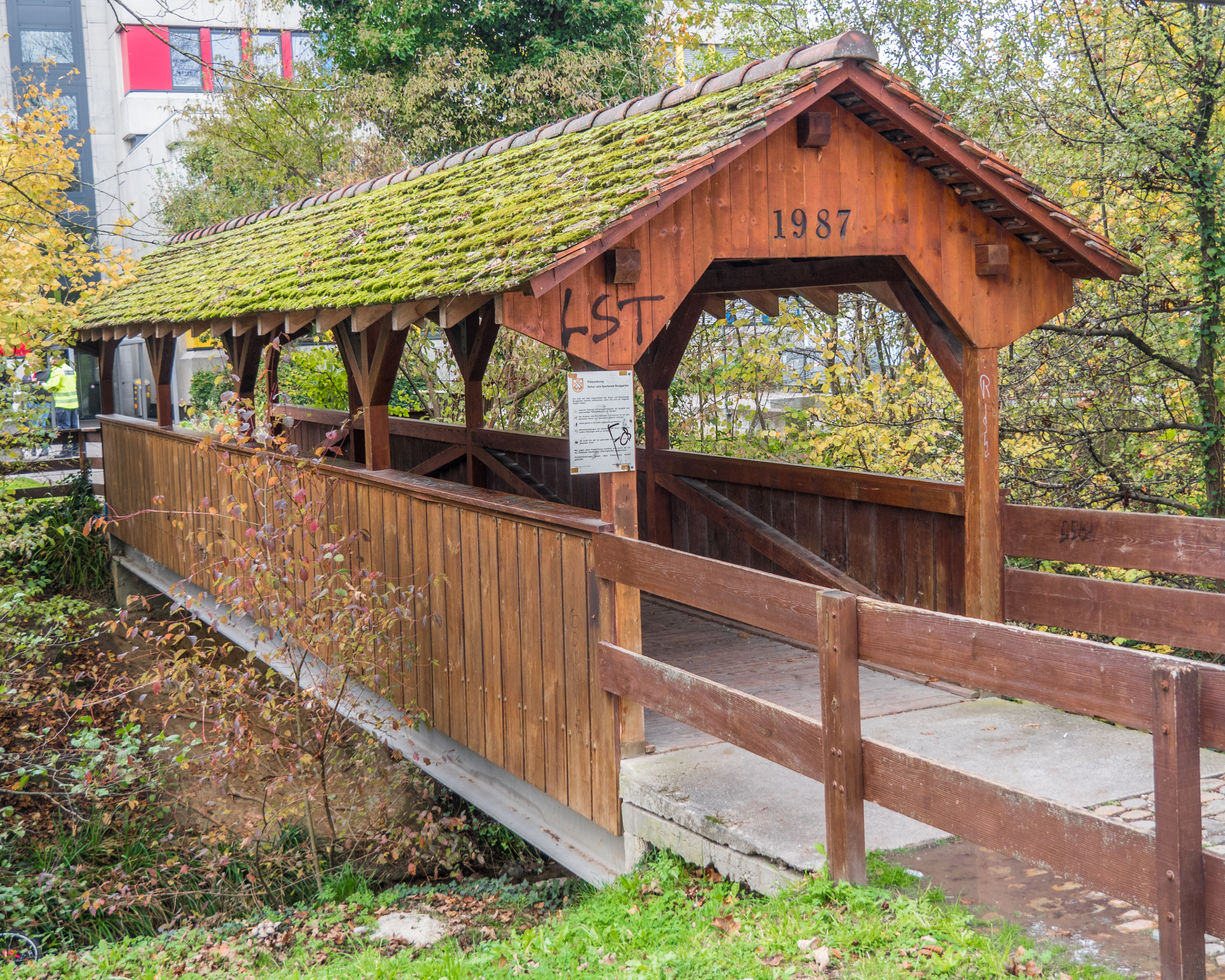
Gedeckte Fussgänger-Holzbrücke zwischen Schul- und Sportanlage Burggarten und Schloss Bottmingen

Über den Birsig verlaufen im Quellgebiet mehrere kleine Stege von Wanderwegen. Die oberste Führung des Birsigs unter einer asphaltierten Strasse durch liegt unterhalb des Schlosses Biederthal an der Strasse «In der Klus», wenig später wird der Birsig unter der zentralen Kreuzung von Burg i. L. der Strassen «In der Klus», «Dorfweg», «Geissberg» und «Badweg» geführt. Bis kurz vor dem Grenzübertritt nach Biederthal folgen nochmal längere Überdeckungen. In Biederthal werden mehrere Hauszufahrten über den Birsig geführt, bevor er unter der D23 ohne weitere Brücke der Grenze bei Rodersdorf zufließt.
Der Börsegraben wird an der Quelle gefasst. Nach wenigen 100 m führt die D23 über ihn, wenig später wird er kanalisiert. Die nächsten Brücken stehen in Biederthal. Unmittelbar nach dem Grenzübertritt nach Rodersdorf fließt er in den Birsig unter einem weiteren Feldweg durch. In Rodersdorf sind es weitere Feld- und Zufahrtswege. Die erste Brücke über eine Strasse mit mehr als nur lokaler Bedeutung liegt an der Verbindungsstrasse D 9b zwischen Leymen und Liebenswiller. Im weiteren Verlauf folgen in Biel-Benken, Oberwil, Bottmingen und Binningen weitere Strassenbrücken und Stege sowie eine reine Trambrücke in Oberwil. Die erste Brücke in Oberwil liegt zur Hälfte in Therwil.
Die bedeutendsten drei Strassenbrücken stehen im Stadtgebiet von Basel: das Dorenbachviadukt, das Birsigviadukt und das Heuwaage-Viadukt – wobei das Birsigviadukt zuerst eine Eisenbahnbrücke war – mit Verlegung der Elsässerbahn führt diese nun über eine eigene Brücke etwas unterhalb des Dorenbachviadukts.
Unterhalb der Heuwaage, von wo an der Birsig bis zur Mündung komplett eingedolt ist, befanden sich in der Innenstadt zahlreiche weitere Stege und Brücken. Diese wurden bereits im Mittelalter abgebrochen oder spätestens bei der Eindolung im 20. Jahrhundert in die Bausubstanz des unterirdischen Flusstunnels integriert. Bei der Mündung bei der Schifflände kann über einen Fussgängersteg direkt am Rhein ein Blick in den untersten Abschnitt des Flusstunnels geworfen werden.